# Barbarians at the Gate
Barbarians at the Gate (bra: Selvagens em Wall Street) é um telefilme estadunidense 1993, dirigido por Glenn Jordan e escrito por Larry Gelbart. É baseado no livro de 1989 de Bryan Burrough e John Helyar, sobre a aquisição alavancada (LBO) da RJR Nabisco. O filme é estrelado por James Garner, Jonathan Pryce, Peter Riegert, Joanna Cassidy e Fred Dalton Thompson.
Barbarians at the Gate ganhou o Primetime Emmy Award de Melhor Filme de Televisão e o Globo de Ouro de melhor minissérie ou telefilme, enquanto James Garner ganhou o Globo de Ouro de melhor ator em minissérie ou telefilme. A FOX também exibiu o filme no final do mesmo ano.

## Elenco
- James Garner como F. Ross Johnson
- Jonathan Pryce como Henry Kravis
- Peter Riegert como Peter Cohen
- Joanna Cassidy como Linda Robinson
- Fred Dalton Thompson como Jim Robinson
- Leilani Sarelle como Laurie Johnson
- Matt Clark como Edward A. Horrigan, Jr.
- Jeffrey DeMunn como H. John Greeniaus
- David Rasche como Ted Forstmann
- Tom Aldredge como Charles Hugel
- Graham Beckel como Don Kelly
- Peter Dvorsky como George R. Roberts
- Mark Harelik como Peter Atkins
- Joseph Kell como Nick Forstmann
- Rita Wilson como Carolyne Roehm-Kravis
- Ron Canada como Vernon Jordan